# Museo numismatico di Odessa
Il Museo numismatico di Odessa (in ucraino Одеський музей нумізматики?, Odes'kyj muzej numismatyky") è un museo numismatico di Odessa. Il museo conserva ed espone reperti antichi prevenienti dal nord della regione del Mar Nero e dall'area della Rus' di Kiev.

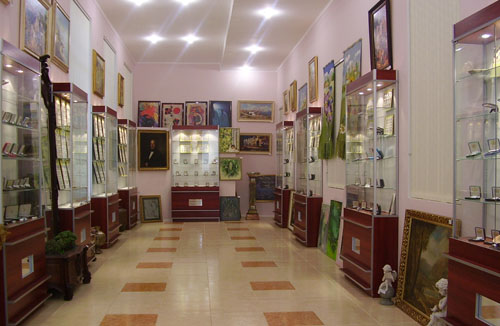
Sede di Katerynys'ka pl.

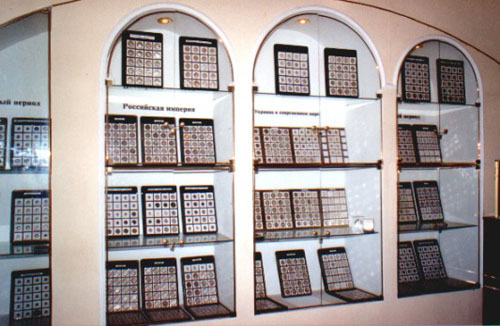
Sede di Grec'ka blv.

Il Museo ha due sedi situate nel centro di Odessa:
- al 33 del Boulevard Grec'ka — Esposizione di monete antiche e medievali, banconote ucraine vecchie e moderne; antica ceramica della regione settentrionale del Mar Nero e oggetti' d'arte della Rus' di Kiev;[1]
- al 5 della piazza Katerynys'ka il gabinetto Монетный двор, "Monetnyj dvor"; ("Corte monetaria"): mostra di monete moderne e elementi para-monetari dell'Ucraina[1].

Il museo è impegnato ad aumentare, conservare e studiare i reperti storici e l'eredità culturale della popolazione ucraina. Per questa opera ha ottenuto numerosi premi dal parlamento e dal governo ucraini, dalla Національний банк України (Banca nazionale d'Ucraina) e dalle autorità della città e della regione di Odessa.

## Collezione
La collezione è costituita da oltre 2500 monete e altri reperti di differenti ere storiche: dall'antichità e dal Medio Evo fino ai tempi moderni, compreso il periodo della formazione del moderno Stato ucraino. Il nucleo è una collezione di monete antiche coniate in varie città-stato e in particolare nel regno del Bosforo, che è esistito per circa mille anni nella regione settentrionale del Mar Nero. Tra queste ci sono pezzi unici e rari di rilevante interesse scientifico.
Oltre alle monete, la collezione comprende altri manufatti storici ucraini: ceramiche antiche e altri oggetti d'arte. Piccoli oggetti d'arte medievali della Rus' di Kiev costituiscono una collezione a parte del museo e riflettono la diversità dei tipi dell'antica arte e dell'artigianato ucraini nel loro sviluppo storico: da pezzi ornamentali e decorativi che datano al periodo pre-cristiano della Rus' di Kiev – pendenti, spille "lunnica" (a forma di mezza-luna), amuleti, anelli da sigillo – alle antichità dell'era cristiana: icone, croci, croci-reliquari ("enkolpion"). I pettorali di metallo con lo stemma principesco della dinastia Rjurik (due rebbi e un tridente) sono molto rari e sono molto interessanti per gli storici dell'Ucraina.
La piccola ma significativa collezione di vasellame antico fornisce informazioni sulla varietà di utensili usati dai primi abitanti della regione a nord del Mar Nero e lo sviluppo della produzione delle ceramiche, che non raggiungono il livello di quelle greche, ma hanno lasciato tuttavia tracce della loro produzione nell'area.

## Pubblicazioni
Il museo pubblica la rivista Вісник Одеського музею нумізматики (o, in russo, Вестнике Одесского музея нумизматики – Bollettino del museo numismatico di Odessa), che comprende articoli di argomento numismatico e correlati con le monete. 
Il catalogo è stato pubblicato in quattro volumi, in russo e inglese.

## Mostre e progetti
Il museo ospita mostre di monete e banconote antiche e moderne e su altri oggetti della storia dell'Ucraina.
In particolare le mostre riguardano le monete delle città greche della regione a nord del Mar Nero, che in gran parte iniziarono a coniare monete d'argento e bronzo tra il V e il IV secolo a.C.: Olbia Pontica, Tyras, Chersoneso Taurico, Panticapeo, Phanagoria, Nymphaion, Sindica ed altre. Olbia e Panticapaeum hanno anche coniato monete auree. La coniazione è proseguita fino all'ultima metà del III secolo.